# 陸軍兵器局

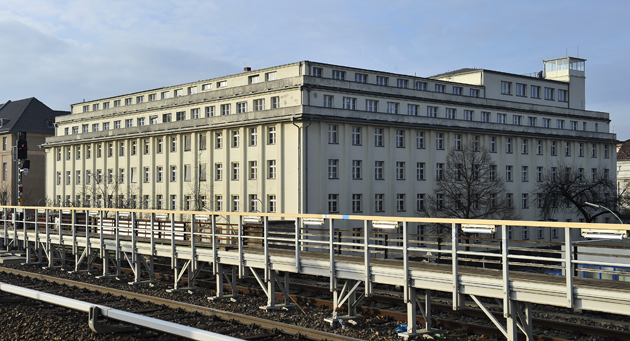
旧陸軍兵器局、ベルリン

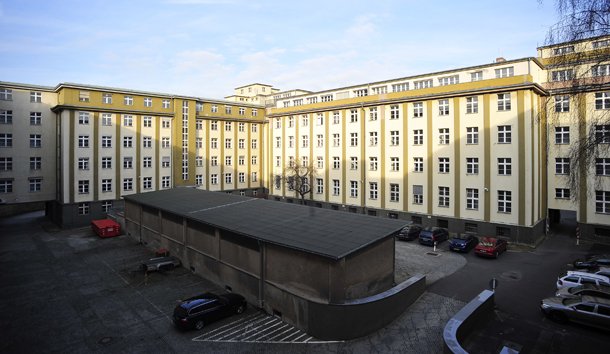
旧陸軍兵器局（中庭）、ベルリン

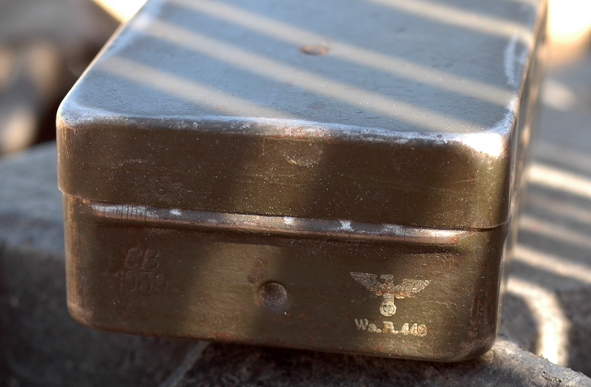
武器の付属品のコンテナの検収スタンプ1939

陸軍兵器局（りくぐんへいききょく、独：Heereswaffenamt, 略号：HWA）は、1919年から1945年まで存在したドイツ国の兵器行政の中核機関である。陸軍のみならず、空軍、海軍の兵器の制式決定と調達補給を担当した。たとえば、火砲弾薬については、空軍の高射砲、海軍の中小火砲の弾薬（軍艦と大口径火砲は海軍独自）も無用な重複を避け一元的に担当した。当然、自動車類もそうである。

## 沿革
1919年11月8日国防省に兵器局 (Waffenamt) としてヴルツバヒャー大佐をトップに設けられた。1922年5月5日に陸軍兵器局 (Heereswaffenamt) と改名された。1933年、ゲーリングの率いる航空省の創設とともに同局の航空技術部 (Abteilung Flugtechnik) は航空省技術局 (Das Technische Amt des RLM) に移行した。陸軍兵器局は平時は陸軍総司令官に直属していたが、第二次世界大戦開戦後の1939年9月1日より国内予備軍司令官に属するようになった。
陸軍兵器局は大戦中何回か組織変更があったが、1944年7月1日時点では研究部門を持つ幕僚部と6 部 (Amtsgruppe) から成っていた。中央部 （Zentralaufgaben）、開発・試験部 （Entwicklung und Prüfwesen）、 技術部 （Chefingenieur）、工業生産部 （Industrielle Rüstung Waffen und Gerät）、弾薬量産部 （Industrielle Rüstung Munition）、審査部 （Abnahme）。
人員数は1939年に比較して1944年には7,000人から195,000人に増加した。1945年1月15日ヴァルター・ブーレ（de:Walter Buhle） 歩兵大将は陸軍兵器局から国防軍兵器局に組織拡大を図るが戦線の先鋭化により実行できず、1945年4月中旬には陸軍兵器局の大部分は南バイエルン(de)に移動し、同年4月27日の命令により解体された。

## 日本との関わり
旧陸軍はドイツ中枢に認知されつつあった大島浩駐独大使館付武官（在職期間：1934年-1938年）の影響力を利用して再軍備状況を視察するために戦車の専門家原乙未生他を1935年11月から1936年1月にかけてドイツに派遣した（大島軍事視察団）。陸軍兵器局の兵器行政の一元的運用について講義を受けるが、原材料、人材を奪い合う陸軍や海軍には真似の出来ないことであった。
フランスを降伏させた独伊を視察するために1940年10月から1941年4月に山下奉文陸軍中将を団長とする独伊軍事使節団が派遣されて、対ポーランド戦、対フランス戦における新兵器や新用兵の実際を学んだ。同時期に海軍も同様な視察団を別途派遣し、特にレーダー兵器の進歩に覚醒する。これが後の遣独潜水艦作戦のきっかけの一つともなる。
1942年5月には日独軍事技術交流の第一弾として、兵器局弾薬班長のパウル・ニーメラー（Paul Niemoeller）大佐が封鎖突破船により横浜に到着、成形炸薬弾の図面と模型が提供された。また大佐とは別の船で来日したヴァルター・メルケル（Walter Merkel）少佐と共に日本軍に技術指導を行い、陸軍はタ弾委員会を設置し、地上・航空兵器への応用研究に着手した。11月にはこれらの功績により、ニーメラー大佐とメルケル少佐に対し叙勲が検討された。

## 新兵器
陸軍兵器局の最も有名な開発兵器の一つはV2ロケットである。ヴェルサイユ条約の軍備制限の下、長距離砲の代わりとなるロケット兵器の開発に着目したカール・ベッカーは1932年当時に弾道・弾薬部長としてヴァルター・ドルンベルガーと共にまだ海のものとも山のものとも分からないヴェルナー・フォン・ブラウンを液体燃料ロケット研究所に採用した。
列車砲「ドーラ」(Dora)も有名な開発兵器の一つに数えられる。

## 歴代陸軍兵器局長
- ルートヴィッヒ・ヴルツバヒャー (Ludwig Wurtzbacher) (中将), 1919年 - 1925年
- フォン・ボッツハイム男爵 (Freiherr von Botzheim) (少将), 1926年
- マックス・ルートヴィッヒ (de:Max Ludwig (General)) (中将), 1926年 - 1930年
- アルフレート・フォン・フォラート＝ボッケルベルク (de:Alfred von Vollard-Bockelberg) (中将), 1931年 - 1933年
- クルト・リーゼ (Kurt Liese), 1933年12月1日 - 1938年2月28日
- カール・ベッカー (Karl Becker),(砲兵大将), 1938年3月1日 - 1940年4月8日
- エミール・レープ (Emil Leeb), 1940年4月16日 - 1945年2月1日
- ヴァルター・ブーレ (de:Walter Buhle),(歩兵大将), 1945年2月1日 - 1945年5月8日

## 文献
- ヴァルター・ドルンベルガー（著）、松井巻之助（訳）、『宇宙空間をめざして　V2号物語』、岩波書店、1967年
- 土門周平『日本戦車開発物語』光人社、2003年、ISBN 4-7698-2391-6